# Bruno Martini
Bruno Martini (25. ledna 1962 Nevers – 20. října 2020 Montpellier) byl francouzský fotbalový brankář.

## Fotbalová kariéra
Ve francouzské lize hrál za AS Nancy, AJ Auxerre a Montpellier HSC. Nastoupil celkem v 492 ligových utkáních. V roce 1994 získal s AJ Auxerre francouzský pohár. V Poháru UEFA nastoupil ve 30 utkáních. Za francouzskou reprezentaci nastoupil v letech 1987-1996 ve 31 utkáních. Hrál na ME 1992 a byl třetí brankář na ME 1996.
Zemřel 20. října 2020 na srdeční selhání v Montpellier ve věku 58 let.

## Ligová bilance
| Ročník          | Zápasy | Góly | Klub            |
| --------------- | ------ | ---- | --------------- |
| Ligue 1 1983/84 | 27     | 0    | AS Nancy        |
| Ligue 1 1984/85 | 38     | 0    | AS Nancy        |
| Ligue 1 1985/86 | 34     | 0    | AJ Auxerre      |
| Ligue 2 1986/87 | 38     | 0    | AJ Auxerre      |
| Ligue 1 1987/88 | 38     | 0    | AJ Auxerre      |
| Ligue 1 1988/89 | 37     | 0    | AJ Auxerre      |
| Ligue 1 1989/90 | 38     | 0    | AJ Auxerre      |
| Ligue 1 1990/91 | 38     | 0    | AJ Auxerre      |
| Ligue 1 1991/92 | 31     | 0    | AJ Auxerre      |
| Ligue 1 1992/93 | 30     | 0    | AJ Auxerre      |
| Ligue 1 1993/94 | 31     | 0    | AJ Auxerre      |
| Ligue 1 1994/95 | 7      | 0    | AJ Auxerre      |
| Ligue 1 1995/96 | 36     | 0    | Montpellier HSC |
| Ligue 1 1996/97 | 32     | 0    | Montpellier HSC |
| Ligue 1 1997/98 | 27     | 0    | Montpellier HSC |
| Ligue 1 1998/99 | 10     | 0    | Montpellier HSC |
| CELKEM Ligue 1  | 492    | 0    |                 |